# Roza Chutor

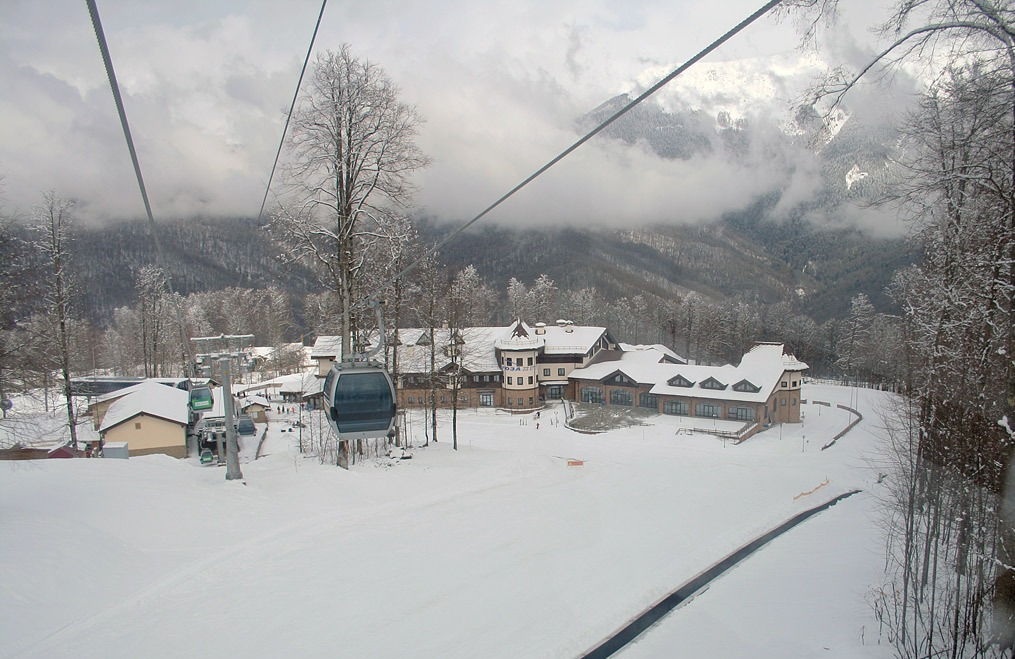
Dolní stanice lanovky

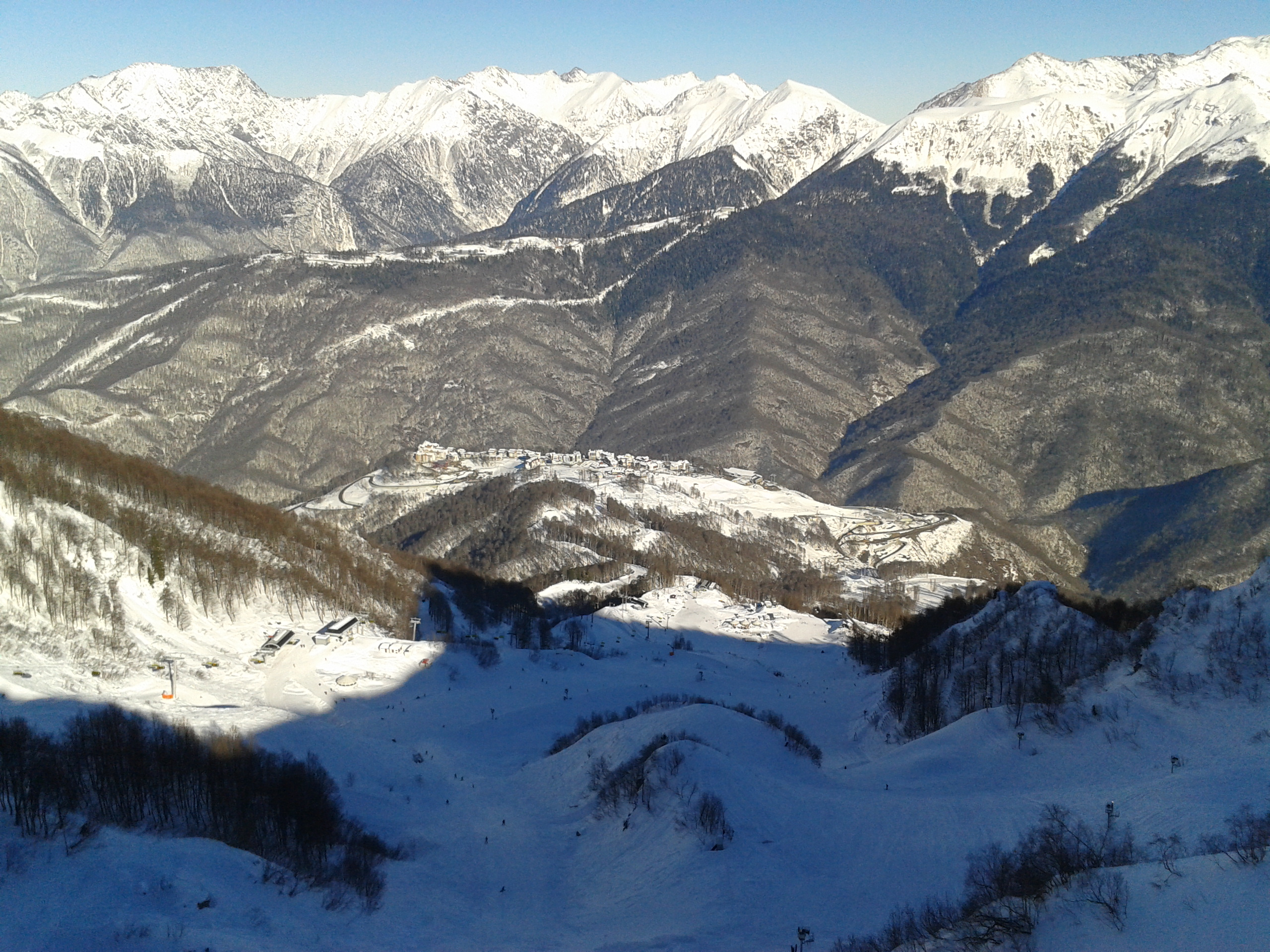
Lyžařské středisko Roza Chutor

Roza Chutor (rusky Роза Хутор) je lyžařské středisko alpského lyžování na Kavkaze. Leží v Krasnodarském kraji v Rusku nedaleko Krasné Poljany a zhruba čtyřicet kilometrů daleko od pobřeží Černého moře ve městě Soči. Sjezdovky a lanovky zde byly už v devadesátých letech dvacátého století, nicméně zásadní stavební rozvoj nastal v rámci přípravy na Zimní olympijské hry 2014. Jádro areálu je na plošině Roza (Роза плато – Roza plato) ve výšce 1170 metrů nad mořem, kam vedou lanovky z doliny Roza (Роза долина) v údolí Mzymty ve výšce 560 metrů nad mořem. Nejdelší sjezdovka je dlouhá 3495 metrů, začíná ve výšce 2320 metrů (těsně pod vrcholem Rozy) a končí ve výšce 960 metrů.
Středisko stavěla skupina Interros miliardáře Vladimira Olegoviče Potanina., která se stavbou začala ještě předtím, než bylo rozhodnuto, že se v Soči bude konat olympiáda, a možná pro ni bude projekt prodělečný.
Z významných sportovních událostí se zde konaly dva závody Světového poháru v alpském lyžování v ročníku 2011/2012. Proběhly zde závody v alpském lyžování na Zimních olympijských hrách 2014 a Zimních paralympijských hrách 2014.